# Miroslav Poljak
Miroslav Poljak, né le 3 septembre 1944 à Zagreb et mort le 2 novembre 2015 dans la même ville, est un joueur de water-polo yougoslave.
Il évolue durant seize ans au HAVK Mladost ; il y remporte quatre Championnats de Yougoslavie (en 1962, 1967, 1969 et 1971), quatre Coupes d'Europe des clubs champions (en 1967, 1968, 1969 et 1971) et une Supercoupe d'Europe en 1976.
Avec l'équipe de Yougoslavie de water-polo masculin, il est champion olympique aux Jeux olympiques d'été de 1968 à Mexico.